# Jetter Mars

O Menino Biônico (ジェッターマルス, Jettā Marusu, originalmente, Jetter Mars) é um anime de Osamu Tezuka produzido pela Toei Animation baseado em Astro Boy.
Na época, Osamu Tezuka desejava criar um remake de Tetsuwan Atom (literalmente "Átomo Braço de Ferro", conhecido no ocidente como Astro Boy), porém a empresa que tinha os direitos da série havia falido e com isso ele tentou fazer uma série completamente nova.
Mas o autor passou a perder o interesse pela obra ao ter problemas com a produtora, especialmente após readquirir os direitos de Tetsuwan Atom, com isso a obra foi encerrada prematuramente com apenas 27 episódios.

## História
O ano é 2015, Marte é um menino robô criado por dois cientistas e velhos amigos: Dr. Yama (Yamanoue, no original), criador do corpo de Marte e Professor Kawa (Kawashimo, no original), criador do cérebro eletrônico. Dr. Yama queria que Marte fosse um robô guerreiro, para fins militares, e o batizou com este nome em referência ao deus da guerra da mitologia romana. Já Professor Kawa queria que Marte tivesse fins pacíficos, por isso implementou em seu cérebro eletrônico uma natureza pacífica e bondosa, comportando-se como uma criança humana de verdade.

## Curiosidades
- Muitos confundem Jetter Mars com Tetsuwan Atom, tudo porque Jetter Mars foi lançado primeiro no início dos anos 80, enquanto a versão dublada de Tetsuwan Atom foi lançada baseada na versão americana (Astro Boy) em 2004.
- O protótipo de desenho de Jetter Mars tem algumas características similares a de Uran, a irmã de Tetsuwan Atom. Tanto que Tezuka teve que modificá-lo a ponto de trocar as orelhas por esferas e também modificar o cabelo.

Mas, alguns elementos do desenho original ainda são notáveis.
- É dito que Marte poderia crescer como uma criança normal, mas isso nunca foi realmente explorado na série.

- Devido a um incêndio na emissora Rede Record, as fitas de "O Menino Biônico" foram destruídas, o único episódio encontrado com colecionadores é o ep. 4, ("O Cachorrinho" na versão brasileira, "Sayonara Otouto" [Adeus, irmão] no original).
- O DVD de Jetter Mars foi lançado no Japão, o box contém 6 DVDs mais encarte com resumo da história, ficha técnica e esboço dos personagens de cada episódio.
- Dr. Tenma ("pai" do Tetswan Atom) aparece em Jetter Mars durante o penúltimo episódio como um homem solitário e tendo que viver a triste realidade de perder sua esposa e o filho único. Ele tenta sequestrar Mars para fazer dele seu filho adotivo, mas acaba se envolvendo com um cientista criminoso o qual tenta roubar toda sua fortuna, mas é salvo por Marte.
- Nos anos 80 e 90, existiu no Brasil uma pipoca-doce chamada "Pipocas Panda" que usou parte do pôster de divulgação do anime como estampa.

## Versão Brasileira
- Jet Marte: Carlos Marques
- Dr. Yama: João Batista
- Prof. Kawa: Orlando Drummond
- Miri: Vera Miranda